# Chad Smith
Chad Gaylord Smith (Saint Paul, Minnesota; 25 de octubre de 1961) es un músico estadounidense más conocido por ser el baterista de la banda de rock Red Hot Chili Peppers, con quienes grabó 10 álbumes de estudio y de la cual es miembro desde 1988 hasta la actualidad. Smith también es el baterista de la banda de hard rock Chickenfoot y de la banda instrumental Chad Smith's Bombastic Meatbats.  Además, ha colaborado con numerosos artistas como John Frusciante, Glenn Hughes, Jake Bugg, Dave Navarro, Dixie Chicks, Ozzy Osbourne y Johnny Cash, entre otros.
A lo largo de su carrera, Smith ha recibido diversos reconocimientos. Los lectores de la revista Rolling Stone votaron a Chad como el 13.º mejor baterista de rock de la historia. Además, la revista Spin situó a Chad en el puesto número 10 en la lista de "Los 100 Mejores Bateristas de Música Alternativa". Por otra parte, está en el puesto número 6 en la lista de los "50 Mejores Bateristas de Todos los Tiempos", como así también en el puesto número 10 en la lista de "Los 20 Mejores Bateristas de los Últimos 25 Años", ambas listas publicadas por la revista Rhythm. Chad también fue nombrado por la revista DRUM! Magazine como "Batería Funk del Año" en un total de 12 años. En 2012, Chad fue incluido en el Salón de la Fama del Rock, como miembro de Red Hot Chili Peppers.

## Biografía
Smith comenzó a tocar la batería a los 7 años. Durante su adolescencia tuvo varios trabajos pero ninguno parecía satisfacerle ya que su único interés era practicar y perfeccionar su habilidad de tocar. Se graduó de la secundaria "Bloomfield Hill's Lasher" en el año 1980. Además concurrió a la "Andover High School" y "Lahser High School", graduándose de esta última en el año 1980. Estando todavía en la escuela, se fue de su casa por un tiempo. Cuando regresó, su madre lo envió a un colegio de internos. Trabajó en una serie de empleos mientras tocaba en varias bandas.
Más adelante, a sus 20 años, se mudó a California, donde vivía su hermano Brad, y terminó en Los Ángeles, donde se unió a los Red Hot Chili Peppers. Después de tocar en la banda Toby Redd, Chad ganó una muy buena reputación como baterista. Fue el último en audicionar para los Red Hot Chili Peppers con la reputación de "comer batería para el desayuno". Durante la audición, Flea y Anthony Kiedis quedaron gratamente sorprendidos por la potencia, habilidad y el ritmo que tenía este "gigante". Terminó uniéndose a la banda en marzo de 1989. El estilo de Chad encajaba perfectamente con lo que estaban buscando. Sin embargo, de acuerdo a la autobiografía de Anthony Kiedis, Scar Tissue, después de la primera audición para la banda, Kiedis le dijo que lo admitirían en la banda si primero se afeitaba la cabeza, como prueba de devoción a la banda, pero sobre todo, por la aversión de Kiedis al estilo de pelo rock and roll de Smith (el cantante lo comparaba con el estilo de Guns N' Roses; pelo largo y bandana), pues no era la imagen de la banda punk funk. Smith volvió al día siguiente con su pelo todavía en un pañuelo, sin embargo, Anthony le permitió quedarse, al darse cuenta de su terquedad y según Flea, porque les gustó su estilo funk-groove. La tenacidad de Smith para mantener su pelo largo era muy grande, probablemente debido a la incomodidad con sus entradas, clarificando así la razón por la que casi siempre lleva puesto un gorro.
Aunque principalmente es conocido por su trabajo como baterista de Red Hot Chili Peppers, Smith se destaca en más de cien álbumes, sin incluir aquellos grabados con su actual banda. También ha viajado mucho por el mundo, ya que realiza encuentros de bateristas. Concurrió a una serie de encuentros con uno de sus héroes, Ian Paice de Deep Purple. Chad  desarrolla un proyecto paralelo llamado "Chickenfoot" con los antiguos miembros de Van Halen, Sammy Hagar y Michael Anthony y con el famoso guitarrista Joe Satriani.
El exbajista de Deep Purple, Glenn Hughes, grabó un álbum en el estudio “casero” de Chad a finales de 2005 y principios de 2006.
Como nota de color, Smith odia los ajíes picantes.

## Otros datos
- En 1993 Chad Smith lanzó "Red Hot Rhythm Method", un video educativo para bateristas novatos.

- Algunas de sus mayores influencias son: Ginger Baker, Ringo Starr, Stewart Copeland, Kiss, Keith Moon, Mitch Mitchell, Black Sabbath, Jimi Hendrix, Van Halen, The Who, Motown, P-Funk, Buddy Rich y John Bonham.

- Además de ser reconocido por sus habilidades, entró al Libro Guinness de los récords por tocar la batería más grande del mundo (308 piezas).

- Durante la gira del álbum One Hot Minute, sufrió dos accidentes, uno mientras jugaba al béisbol y otro mientras conducía su moto Harley-Davidson, lo que hizo posponer la gira durante un tiempo.

- En 1998 se unió junto a Dave Navarro en un proyecto paralelo a la banda llamado Spread, al cual renunció luego de la ida de Navarro de los Red Hot Chili Peppers.

## Vida personal
Smith nació el 25 de octubre de 1961, en Saint Paul, Minnesota, Estados Unidos. Sus padres son Curtis y Joan Smith. Además, tiene una hermana llamada Pamela y un hermano llamado Bradley. En 1996, se casó con Maria St. John, con quien tuvo una hija llamada Manon Smith, la cual nació en 1997. Al poco tiempo, Smith y su esposa se divorciaron. Luego del divorcio, fue padre dos veces más: en 1998 nació su hijo Justin Smith y en 2000 nació su hija Ava Cardoso-Smith. El 8 de mayo de 2004, Chad se casó con la arquitecta Nancy Mack en las Bahamas. Con Mack, Smith tuvo tres hijos más: Cole, Beckett y Dashiell, quienes nacieron en 2005, 2009 y 2012, respectivamente.

## Equipo
En marzo de 2016 se dio a conocer oficialmente que Chad Smith es ahora miembro de la familia Drum Workshop Drums.
Los kits de batería utilizados por Smith para presentaciones en vivo para la gira del álbum The Getaway son los siguientes:
- Principal: kit de acrílico de la serie Design, transparente con apliques de colores (acrílico) y brillo.
- Secundario: kit de acrílico de la serie Design, color verde.

De las siguientes medidas:
- 12x9" Tom
- 14x14" Tom de pie
- 16x16" Tom de pie
- 24x16" Bombo

Redoblantes:
- 14×5" DW TRUE-SONIC
- 14x5,5" DW BELL BRASS
- 14x5" Auxiliar de acrílico (color coincidente con el kit usado en ese momento)

Otros:
- 6x12" DW Rata Tom
- 6x13" DW Rata Tom
- 6x14" DW Rata Tom
- 6x16" DW Rata Tom
- Timbal sinfónico Adams
- 10" Remo Rototom

Parches Remo:
- Clear Powerstroke 4 (Batter Bombo): 24"
- Clear Emperor (Resonante Bombo): 24"
- Clear Controlled Sound (Batter Toms): 12", 14", 16"
- Clear Ambassador (Resonante Toms): 12", 14", 16"
- Coated Controlled Sound X (Batter Redoblantes): 14"
- Ambassador Hazy (resonante de redoblante): 14"
- Clear Controlled Sound (Batter de redoblante auxiliar): 14"
- Clear Controlled Sound (Rata Toms)
- Renaissance (timbal)

### Platillos (PaisteCymbals)
- 14" 2002 sound edge hi hat
- 19" 2002 Crash.
- 18" 2002 Crash
- 20" 2002 Crash.
- 22" 2002 heavy Ride.
- 21" 2002 wild china.
- 10" 2002 Splash.

### Accesorios
- Cencerro GonBops Red Rock Cowbell.
- LP Jam Block (Medium Pitch)

Chad Smith utiliza su modelo personalizado de palillos Vater, los Chad Smith's Funk Blaster (5B).

## Discografía

### Con Red Hot Chili Peppers
- Mother's Milk (1989)
- Blood Sugar Sex Magik (1991)
- One Hot Minute (1995)
- Californication (1999)
- By the Way (2002)
- Stadium Arcadium (2006)
- I'm with You (2011)
- The Getaway (2016)
- Unlimited Love (2022)
- Return of the Dream Canteen (2022)

### Con Chickenfoot
- Chickenfoot (2009)
- Chickenfoot III (2011)
- Chickenfoot LV (2012)

### Con Chad Smith's Bombastic Meatbats
- Meet The Meatbats (2009)
- More Meat (2010)

### Con Glenn Hughes
- Songs in the Key of Rock (2003)
- Soul Mover (2005)
- Music for the Divine (2006)
- First Underground Nuclear Kitchen (2008)

### Con Joe Satriani
- What Happens Next (2018)

### Con Ozzy Osbourne
- Ordinary Man (2020)